# Cyclodina lichenigera
Cyclodina lichenigera är en ödleart som beskrevs av  O’shaughnessy 1874. Cyclodina lichenigera ingår i släktet Cyclodina och familjen skinkar. Inga underarter finns listade i Catalogue of Life.